# David Sabiu
David Sabiu (Forlì, 30 luglio 1962) è un direttore d'orchestra, compositore e percussionista italiano.

## Biografia
È nato il 30 luglio 1962 a Forlì. Negli anni '70 con il fratello Marco Sabiu alle tastiere e Michele Centonze al basso e alla voce (David suona la batteria) forma gli MMD, gruppo di rock progressivo forlivese.
Si diploma nel 1982 al Conservatorio di Pesaro in contrabbasso ed è batterista autodidatta.
Dopo il diploma lavora per due stagioni al Piccolo Teatro di Milano come percussionista con la regia di Giorgio Strehler.
Dal 1986 inizia a comporre e a lavorare in studi di registrazione, con Jovanotti, per cui scrive l'hit Gimme Five, Fiorello, per cui scrive il successo Spiagge, Banco del Mutuo Soccorso, Madreblu, Gerardina Trovato, Nek, Luca Carboni, Fausto Leali, Paolo Meneguzzi, Tao, Naftalina.
Dirige due volte l'orchestra al Festival di Sanremo, nel 1993 per Gerardina Trovato e nel 1997 per Nek, e compone due colonne sonore.
Lavora per Mediaset producendo sottofondi di alcune serie televisive e pubblicità. Compone anche brani per la raccolta Buddha Bar.
È anche pittore autodidatta e partecipa nel 2003 alla Biennale di Roma vincendo il premio della critica e nel 2005 partecipa alla Biennale di Firenze.
In SIAE risulta autore di 507 brani musicali.